# علف‌هرز سمج

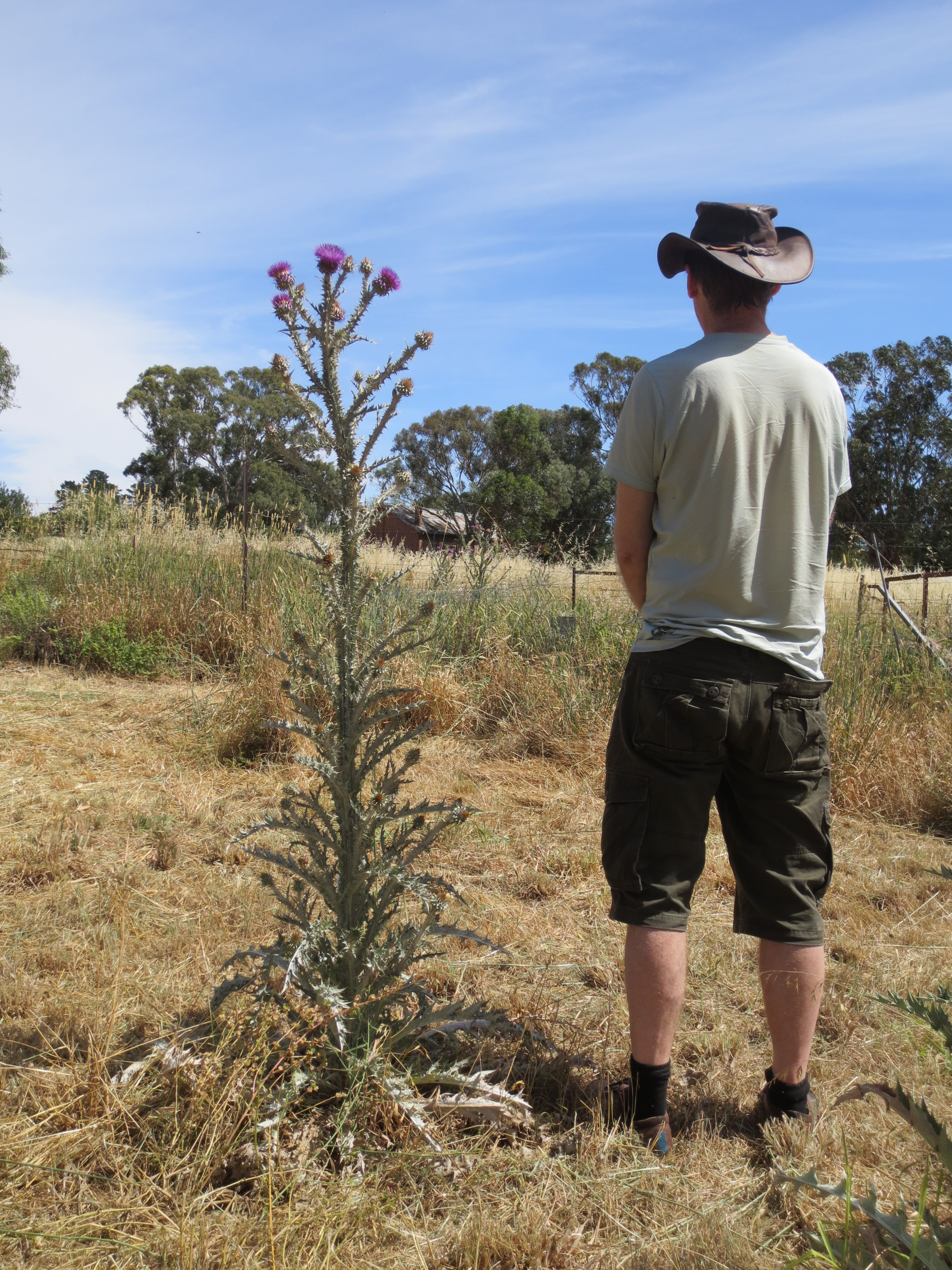
خار پنبه بالغ، یک علف‌هرز مهاجم در استرالیا

علف‌هرز سمج، علف‌هرز مضر، علف‌هرز زیان‌آور یا علف‌هرز آسیب‌رسان (به انگلیسی: Noxious weed) علف‌هرزی است که توسط یک مقام کشاورزی یا سایر مراجع حاکمیتی به‌عنوان گیاهی مضر برای محصولات زراعی یا باغی، زیستگاه‌های طبیعی یا بوم‌سازگان، یا انسان یا دام معرفی شده است. بیشتر علف‌هرزهای مضر در اثر ناآگاهی، سوء مدیریت یا تصادف وارد یک بوم‌سازگان شده‌اند. برخی از علف‌هرزهای مضر بومی هستند، اگرچه بسیاری از مناطق آنها را به‌عنوان لزوماً غیربومی تعریف می‌کنند. به‌طور معمول آنها گیاهانی هستند که به‌طور تهاجمی رشد می‌کنند، بدون کنترل طبیعی (علف‌خواران بومی، شیمی خاک و غیره) به سرعت تکثیر می‌شوند و از طریق تماس یا بلع، اثرات نامطلوبی از خود نشان می‌دهند. علف‌هرزهای مضر یک مشکل بزرگ در بسیاری از نقاط جهان هستند که به‌شدت بر مناطق کشاورزی، جنگل‌داری، ذخیره‌گاه طبیعی، پارک‌ها و سایر فضاهای باز تأثیر می‌گذارد.
بسیاری از علف‌هرزهای مضر از طریق محموله‌های آلوده خوراک و بذرهای زراعی به مناطق و کشورهای جدید آمده‌اند یا عمداً به‌عنوان گیاهان زینتی برای استفاده باغبانی معرفی شده‌اند.
برخی از «علف‌هرزهای مضر»، مانند زلف پیر یعقوبی، مقادیر زیادی شهد تولید می‌کنند که برای بقای زنبورها و سایر گرده‌افشان‌ها ارزشمند است، یا مزایای دیگری مانند غذاها و زیستگاه‌های میزبان لارو. برای نمونه، در ایالات‌متحده، شقاقل، ساقه‌های لوله‌ای بزرگی را که برخی از گونه‌های زنبور در آن به خواب زمستانی می‌روند، غذای لارو برای دو پروانه دم چلچله‌ای مختلف و سایر ویژگی‌های مفید ارائه می‌دهد.

## انواع

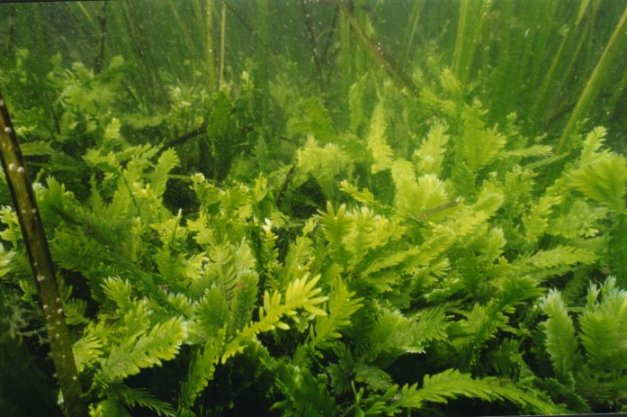
جلبک (Caulerpa Taxifolia) یک علف‌هرز دریایی مضر با نام مستعار جلبک قاتل است. این تصویری از حمله آن به بستر گیاه بومی است.

برخی از علف‌هرزهای مضر برای انسان، حیوانات اهلی چرا و حیات‌وحش مضر یا سمی هستند. مزارع باز و مراتع چرا با خاک‌های آشفته و نور آفتاب باز اغلب مستعدتر هستند؛ بنابراین حفاظت از حیوانات چرا از علف‌هرزهای سمی در مناطق تغذیه اولیه آنها مهم است. علف‌هرزهای م۱۹۷۸ضر دریایی، زمینی و انگلی وجود دارد.

## کنترل

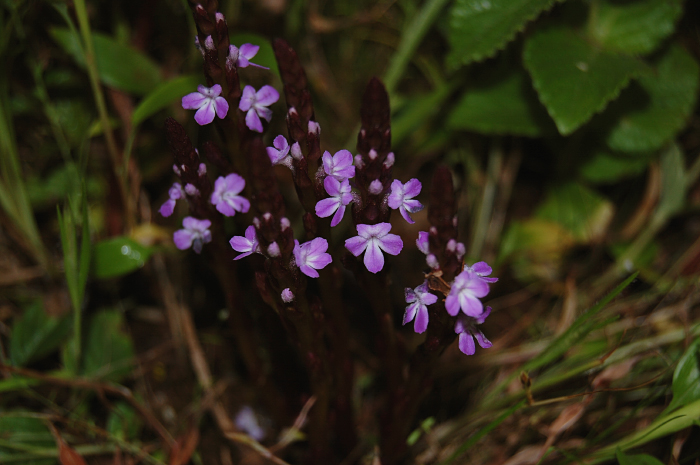
این یک علف‌هرز مضر انگلی به نام استریگا جسنروئیده (Striga gesnerioides) است که معمولاً علف‌جادو نامیده می‌شود.

برخی از دستورالعمل‌ها برای جلوگیری از انتشار علف‌هرزهای مضر عبارتند از:
1. از رانندگی در مناطق مضر آلوده به علف‌هرزها خودداری کنید.
2. از حمل و نقل یا کاشت بذر و گیاهانی که فرد قادر به شناسایی آنها نیست خودداری کنید.
3. برای علف‌هرزها مضر در گل یا با بذرهای روی گیاهان، بیرون کشیدن «به آرامی» و قرار دادن در یک کیسه ایمن قابل بسته شدن توصیه می‌شود. دفع مانند کمپوست گرم یا سوزاندن محتوی زمانی انجام می‌شود که برای گیاه خاص ایمن و عملی باشد. سوزاندن پیچک سمی می‌تواند برای انسان کشنده باشد.[۵]
4. استفاده از بذرهای تأیید شده بدون علف‌هرز برای محصولات زراعی یا باغ‌ها.[۶]

حفظ نظارت علف‌هرزهای مضر برای سلامت زیستگاه‌ها، دام‌ها، حیات‌وحش و گیاهان بومی و انسان‌ها در تمام سنین مهم است. نحوه کنترل علف‌هرزهای مضر به محیط اطراف و زیستگاه‌ها، گونه‌های علف‌هرزها، در دسترس بودن تجهیزات، نیروی کار و منابع مالی بستگی دارد. قوانین اغلب ایجاب می‌کنند که بودجه کنترل علف‌هرزهای مضر از سازمان‌های دولتی باید برای ریشه‌کنی، پیشگیری از تهاجم، یا محدوده پروژه بازسازی زیستگاه بومی و جامعه گیاهی استفاده شود.
حشرات و قارچ‌ها از دیرباز به‌عنوان کنترل بیولوژیکی برخی از علف‌هرزهای مضر و اخیراً از کرم‌های لوله‌ای نیز استفاده می‌شود.

## ریشه‌کنی
به گفته کارشناسان کنترل، راه‌های شیمیایی، فیزیکی و محیطی برای از بین بردن علف‌هرزهای مضر وجود دارد. اینها عبارتند از بیرون کشیدن کل علف‌هرز از زمین سمپاشی با علف‌کش در صورتی که منطقه وسیعی باشد و استفاده از ماشین‌آلات برای برگرداندن خاک. به گفته کشاورزان، استفاده از بز می‌تواند به جای استفاده از علف‌کش، راه بوم‌شناسی‌تری برای خلاص شدن از شر علف‌هرزهای مضر را اثبات کند. همچنین، کاشت بیش از حد یک گونه بومی یک راه حل بلندمدت در ریشه‌کنی علف‌هرزهای مضر است.

## جنجال و تعصب

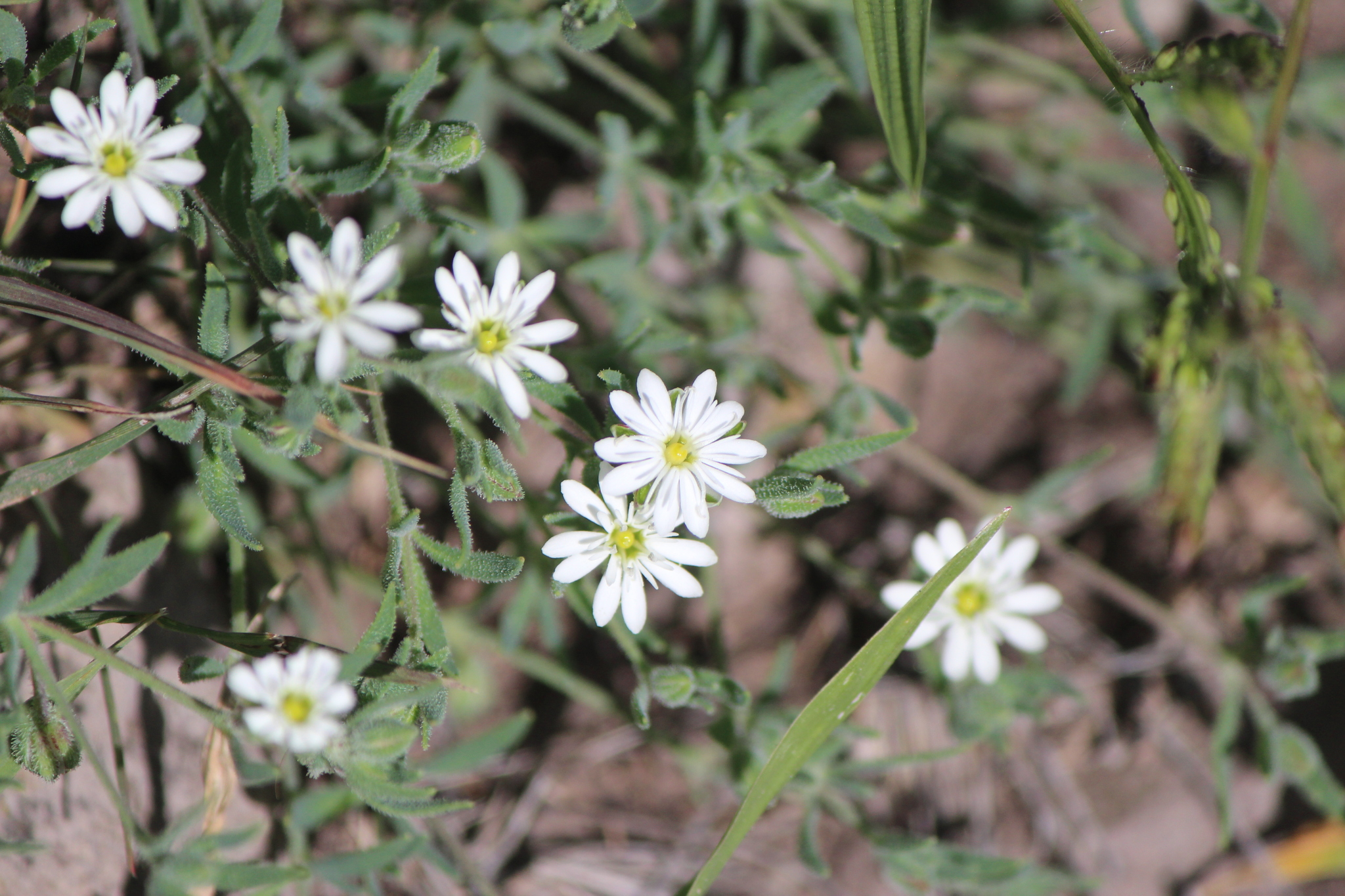
این یک علف هرز مضر زمینی است، (Drymaria arenarioides) که معمولاً به آن علف‌هرز رعد و برق می‌گویند. گاهی با گل مروارید اشتباه گرفته می‌شود.

نیازها، خواسته‌ها و نگرانی‌های کشاورزی همیشه با نیازهای سایر مناطق، مانند تهیه شهد گرده‌افشان، مطابقت ندارد. برای نمونه، زلف پیر یعقوبی در یک مطالعه در بریتانیا به‌عنوان منبع برتر شهد علفزار گل و در یکی دیگر از ده‌ها برتر رتبه‌بندی شد. اوایل دوره شکوفایی آن نیز به‌ویژه برای ایجاد کلنی‌های زنبورهای گرده مفید است. خارهایی که در ایالات‌متحده و جاهای دیگر به‌عنوان علف‌هرزهای مضر در نظر گرفته می‌شوند، مانند خارلته و کنگر، همچنین در مطالعات متعدد در بریتانیا برای تولید شهد، یکی از مکان‌های بومی آن، در بالای نمودارها یا نزدیک به آن قرار گرفته‌اند. این خارها همچنین به‌عنوان یک گیاه میزبان لارو برای پروانه رنگین‌بانوی عمل می‌کنند؛ بنابراین، ممکن است بین سیاست و دیدگاه کشاورزی و دیدگاه حافظان محیط‌زیست یا گروه‌های دیگر تعارض وجود داشته باشد.

## بر اساس کشور

### استرالیا

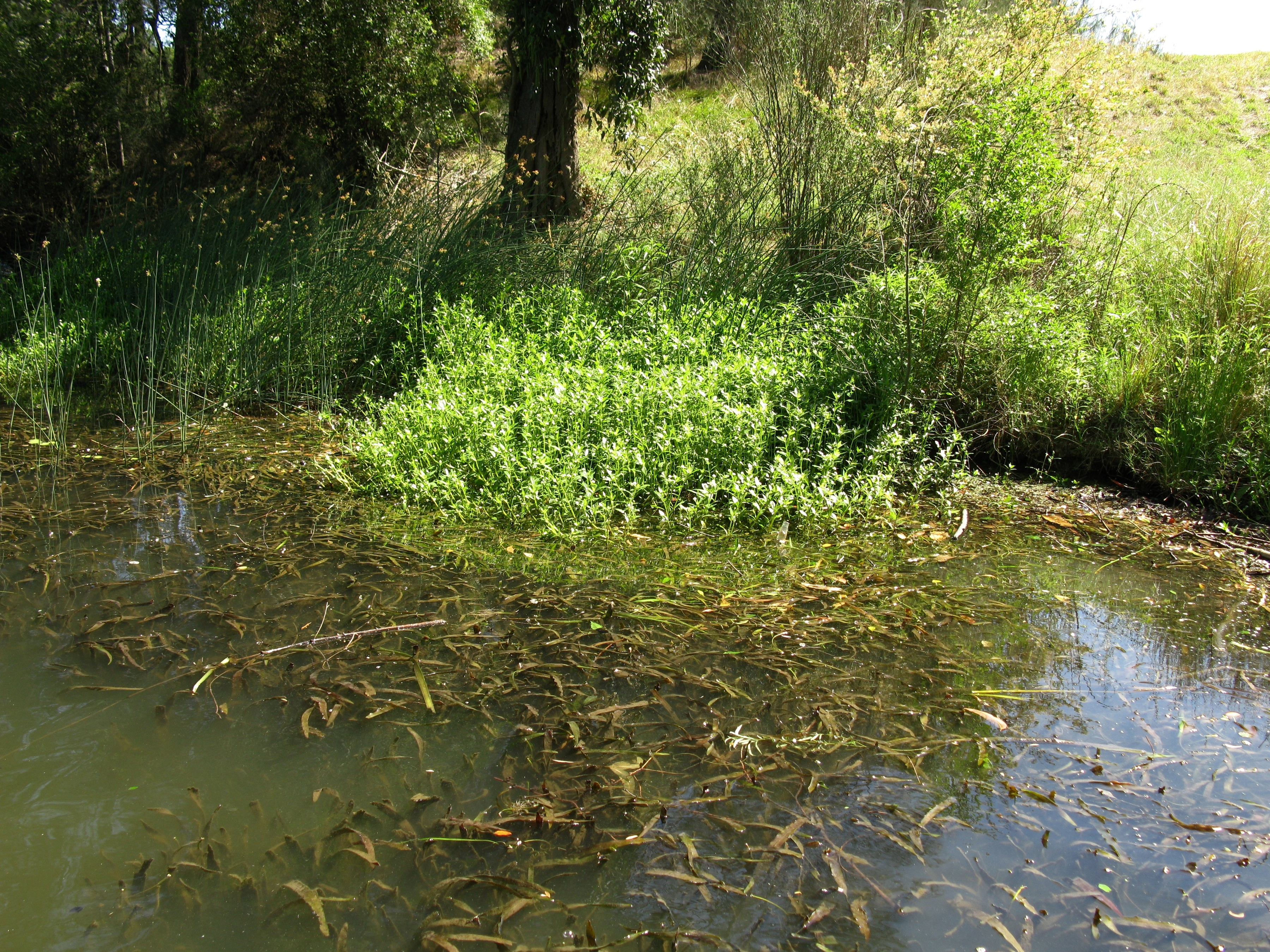
تشک از علف‌هرز تمساح

در استرالیا، اصطلاح «علف‌هرز مضر» توسط دولت‌های ایالتی و منطقه‌ای استفاده می‌شود.
برخی از علف‌هرزهای مضر در استرالیا عبارتند از: علف‌هرز تمساح (Alternanthera philoxeroides)، دم اسب، و گل جالیز منشعب (Orobanche ramosa). دولت ویکتوریا به‌صورت رایگان از شر همه این گیاهان خلاص خواهد شد. علف‌هرز تمساح در تمام ایالت‌ها و مناطق استرالیا ممنوع است. آنها می‌توانند تشک‌های بزرگی ایجاد کنند که می‌تواند باعث مسدود شدن قابل توجه آبراه‌ها شود. دم اسب برای دام سمی است. همچنین ریشه‌کن کردن آنها بسیار چالش‌برانگیز است، زیرا می‌توانند تکه‌تکه شوند و قطعات تکه‌تکه شده می‌توانند گیاهان جدید رشد دهند[۱۵] شبیه ساکولنت‌ها. گل جالیز منشعب از علف‌هرزهای مضر انگلی هستند. خود را به ریشه گیاهان دیگر متصل نموده و آب و مواد غذایی را استخراج می‌کنند.

### کانادا
در کانادا، مسئولیت قانون اساسی برای تنظیم کشاورزی و محیط‌زیست بین دولت فدرال و استانی مشترک است. دولت فدرال از طریق آژانس بازرسی مواد غذایی کانادا (CFIA) گیاهان مهاجم را تحت اختیار قانون حفاظت از گیاهان، قانون بذرها و مقررات قانونی تنظیم می‌کند. گونه‌های گیاهی خاصی توسط آژانس به‌عنوان علف‌هرزهای مضر در ردیف بذرهای هرز تعیین شده‌اند.
هر استان نیز فهرستی از علف‌هرزهای ممنوعه خود را تولید می‍کند. برای نمونه، در آلبرتا، قانون جدید کنترل علف‌هرزهای در سال ۲۰۱۰ با دو نام‌گذاری علف‌هرزهای اعلام شد: «مضرات ممنوع‌الورود» (۴۶ گونه) که در سراسر آلبرتا ممنوع هستند و «مضر» (۲۹ گونه) که می‌توانند بنا به صلاح مقامات محلی محدود شوند.

### اتحادیه اروپا

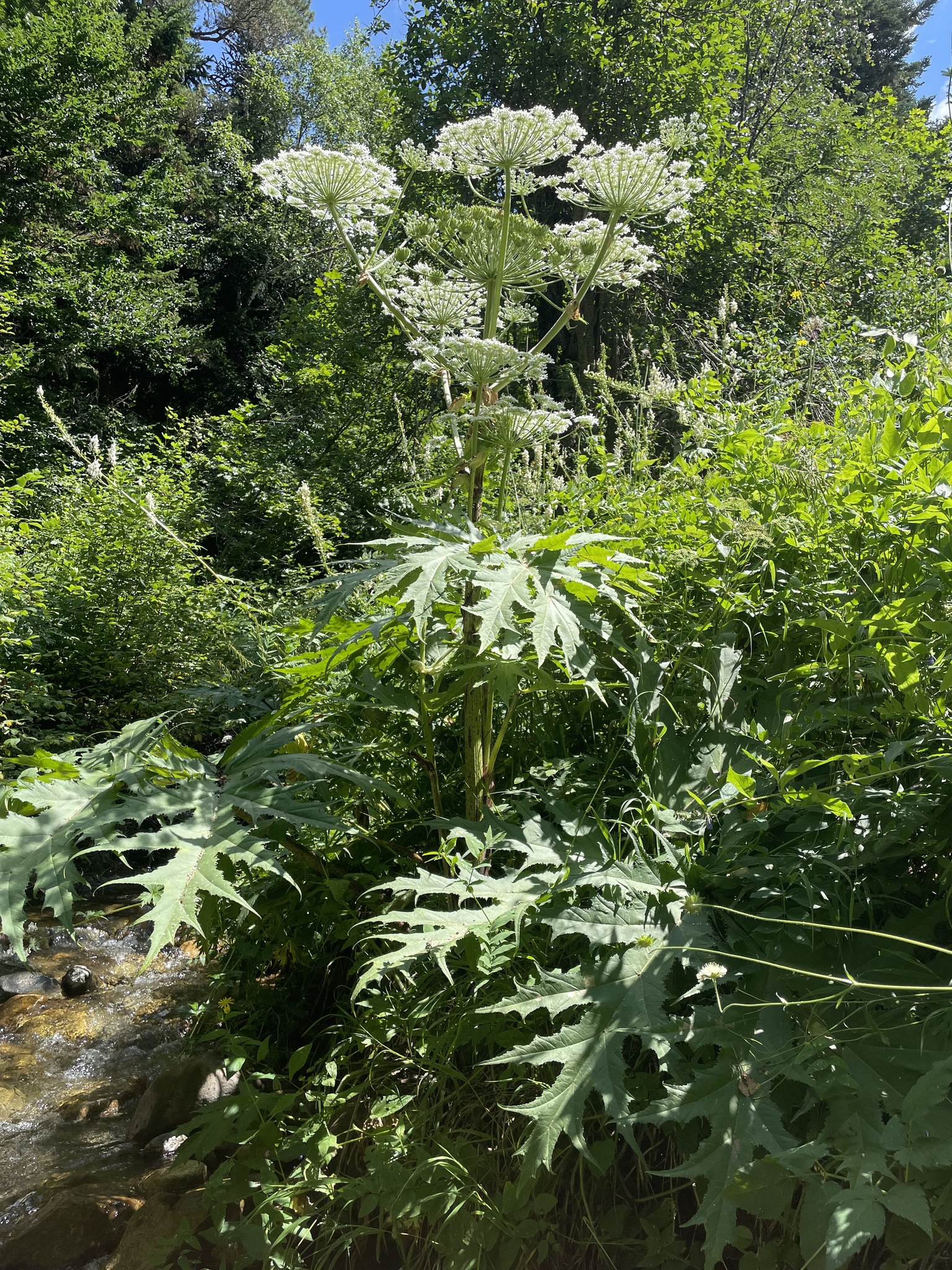
گلپر غول‌پیکر

از سال ۲۰۱۶، به دنبال مقررات اتحادیه اروپا 1143/2014 در مورد گونه‌های مهاجم بیگانه (IAS)، کمیسیون اروپا لیست‌های به روز شده آی‌ای‌اس (IAS) مورد نگرانی اتحادیه را منتشر می‌کند. از ۰۲ آگوست ۲۰۲۲، ۴۱ گونه گیاهی مورد توجه اتحادیه وجود دارد.
نمونه‌ای از علف‌هرزهای بسیار تهاجمی و دارای سمیت نوری، ۳ گونه مرتبط از گلپر هستند:
- بلندی گلپر غول‌پیکر (Heracleum mantegazzianum) تا ۵ متر می‌رسد. این علف‌هرز بیشتر در جزایر بریتانیا، بنلوکس، آلمان، چک، اسلواکی، دانمارک و همچنین در برخی از بخش‌های دیگر اروپای‌غربی و مرکزی و اسکاندیناوی گسترش یافته است.
- بلندی گلپر سوسنوفسکی (Heracleum sosnowskyi) تا ۵ متر می‌رسد. این علف‌هرز بیشتر در لهستان، کشورهای بالتیک و شرق مرز اتحادیه اروپا و همچنین در برخی از مناطق اروپای‌مرکزی تا آلمان و دانمارک گسترش یافته است.
- گلپر ایرانی تا ۲٫۵ متر رشد می‌کند. بیشتر در اسکاندیناوی رایج است.

اقدامات فعالی برای جلوگیری از گسترش آنها و احتمالاً ریشه‌کن کردن آنها از محیط اروپایی در حال انجام است. اتحادیه اروپا پروژه بیگانه غول‌پیکر (Giant Alien) را برای مبارزه با گیاهان گلپر تأمین مالی کرد.

### نیوزلند
نیوزیلند مجموعه‌ای از قوانین پارلمانی مربوط به علف‌هرزهای مضر داشته است: قانون علف‌های هرز مضر ۱۹۰۸، قانون علف‌هرزهای مضر ۱۹۵۰، و قانون گیاهان مضر ۱۹۷۸. آخرین مورد توسط قانون امنیت زیستی در سال ۱۹۹۳ لغو شد که از کلماتی مانند «آفت»، «جاندار» و «گونه» استفاده می‌کرد تا «مضر». در نتیجه، اصطلاح «علف‌هرز مضر» دیگر در نشریات رسمی در نیوزیلند استفاده نمی‌شود. بر اساس این قانون، کنترل اکثر علف‌هرزها مشکل‌ساز، که اکنون «گیاهان آفت» نامیده می‌شوند، به عهده شوراهای منطقه‌ای یا مقامات واحد در چند شورا است.
برخی از علف‌هرزها مضر رایج در نیوزیلند عبارتند از ترشک برگ‌کند، عشقه و شبدر ترشک. این گیاهان ممکن است از نظر زیبایی‌شناسی دلپذیر باشند، اما گیاهان بومی را خفه می‌کنند و به سختی ریشه‌کن می‌شوند.

## پادشاهی متحده

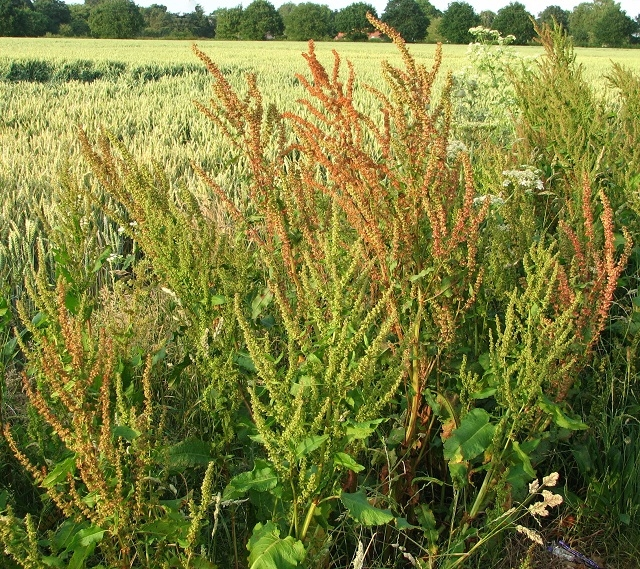
ترشک برگ‌کند

قانون علف‌هرز ۱۹۵۹ (7 & 8 Eliz. 2. c. ۵۴) بریتانیای کبیر را تحت پوشش قرار می‌دهد، این قانون عمدتاً به کشاورزان و سایر محیط‌های روستایی مربوط می‌شود تا تخصیص (Allotment) یا پرورش‌دهندگان در مقیاس باغ. پنج علف‌هرز «مضر» ذکر شده است. کلمه «مضر» در این زمینه به معنای مضر برای کشاورزی است، که موجب صدمه نمی‌شود. تمام گونه‌های ذکر شده به جز زلف پیر یعقوبی خوراکی هستند و در کتاب غذای رایگان ریچارد مآبی (Richard Mabey) آمده‌اند. همه آنها گیاهان بومی هستند. اینها عبارتند از:
- کنگر
- خارلته
- ترشک مواج
- ترشک برگ‌کند
- زلف پیر یعقوبی

وزارت محیط زیست، غذا و امور روستایی (DEFRA) راهنمایی‌هایی را برای حذف این علف‌هرزها از زمین‌های آلوده ارائه می‌دهد. بیشتر این امر به سمت استفاده از علف‌کش‌ها است.
این قانون هیچ مسئولیت قانونی خودکاری بر عهده مالکان زمین برای کنترل علف‌هرزها یا غیرقانونی کردن کشت آنها نمی‌گذارد، اما ممکن است به آنها دستور داده شود که آنها را کنترل کنند. اکثر علف‌هرزهای رایج زمین‌های کشاورزی به معنای قانون علف‌هرزهای «مضر» نیستند و بسیاری از گونه‌های گیاهی از این قبیل ارزش حفاظتی و زیست‌محیطی دارند. سازمان‌های مختلف دولتی بریتانیا که مسئول هستند، وظیفه دارند برای دستیابی به تعادل معقول بین منافع مختلف تلاش کنند. اینها شامل کشاورزی، حفاظت از روستاها و عموم مردم است.
بخش ۱۴ قانون حیات‌وحش و حومه شهر ۱۹۸۱ (Wildlife and Countryside Act 1981)، کاشت یا پرورش برخی از گیاهان مهاجم خارجی مشخص شده در طبیعت را که در جدول ۹ قانون فهرست شده است، از جمله گیاه گلپر غول‌پیکر (Heracleum mantegazzianum) و علف‌گره ژاپنی، جرم محسوب می‌شود. برخی از مقامات محلی قوانینی برای کنترل این گیاهان دارند.

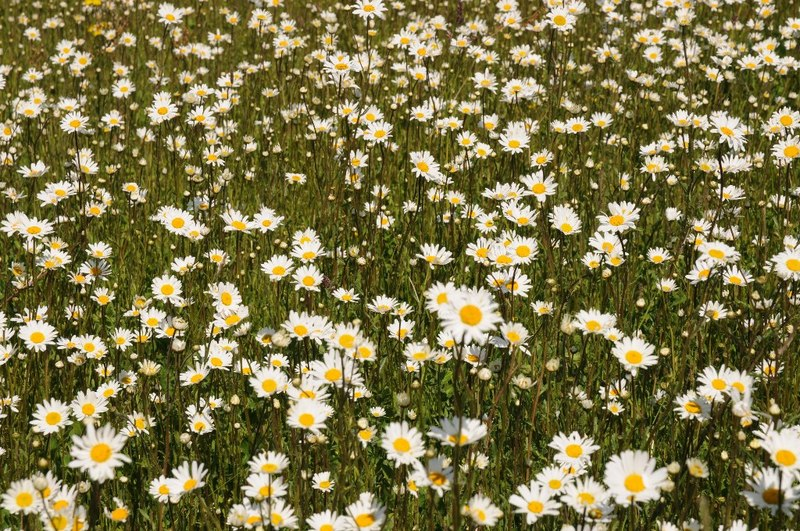
گل مینای چشم‌گاوی

ایرلند شمالی توسط دستور علف‌هرزهای مضر ۱۹۷۷ (NISI 1977/52) تحت پوشش است. این منعکس کننده قوانین بریتانیای کبیر است و همان پنج گونه را با اضافه کردن موارد زیر پوشش می‌دهد:
- یولاف وحشی
- یولاف بی‌بار (Avena sterilis)

## ایالات‌متحده
دولت فدرال علف‌هرزهای مضر را بر اساس قانون فدرال آفات مضر ۱۹۷۴ (Federal Noxious Weed Act of 1974) تعریف می‌کند. علف‌هرزهای مضر از طریق استعمار به ایالات‌متحده آمدند. برخی از گل‌های وحشی علف‌هرزهای سمی کمتر شناخته شده‌ای هستند. تعداد کمی از آنها در ایالت‌های خاصی ممنوع شده‌اند. برای مثال، گل مینای چشم‌گاوی در کیسه‌های بذر استعمارگران به قاره آمریکا آمد و به گل مینای رایجی تبدیل شده است که در کنار جاده‌ها دیده می‌شود. در ۱۰ ایالت برای کشاورزی ممنوع است، و از بین هر گل وحشی ممنوع است.